# Ron Lyle
Ron Lyle (Dayton, 12 febbraio 1941 – Denver, 25 novembre 2011) è stato un pugile statunitense appartenente alla categoria dei pesi massimi, sfidante di Muhammad Ali per il titolo mondiale.

## Biografia

### Anni giovanili
Nacque a Dayton il 12 febbraio 1941. Ebbe una giovinezza difficile, durante la quale conobbe la prigione. Fu arrestato infatti per l'omicidio a colpi di pistola di un suo coetaneo, in una rissa tra gang. L'accusa comportava da 15 a 25 anni di reclusione. In carcere fu anche accoltellato per vendetta, rischiando seriamente la vita. Dopo oltre 7 anni, nel 1969, uscì dal carcere.

### Carriera dilettantistica
Fu introdotto nel mondo pugilistico da Cliff Mattax, direttore del carcere. La sua attività amatoriale vide 29 incontri con 25 vittorie (17 prima del limite) e 4 sconfitte. Molto tardi, a quasi 30 anni, entrò nel professionismo.

### Carriera professionistica
Ha combattuto nei pesi massimi negli anni dell'età d'oro della boxe, vivendo i suoi anni migliori tra il '73 e il '76. Vinse i primi 19 incontri, battendo tra gli altri il contendente al titolo mondiale NYSAC Buster Mathis, che finì KO al minuto 2:58 del secondo round e l'ex campione mondiale dei mediomassimi Vicente Rondón, per KOT al secondo round. Conobbe la prima sconfitta nettamente ai punti contro Jerry Quarry, già avversario di Joe Frazier e Muhammad Ali. Incontrò poi l'ostico argentino Gregorio Peralta (una vittoria ai punti e un pari) e poi batté ai punti altri due pugili di valore come Oscar Bonavena e l'ex campione mondiale WBA Jimmy Ellis.
Nel '75 e nel '76 subì due sconfitte contro Jimmy Young, un pugile stilista che, facendo leva sulla velocità e sull'agilità riuscì a tenere alla distanza il potente Lyle, avvantaggiandosi sui cartellini e vincendo ai punti per decisione unanime in entrambe le occasioni (stessa impresa che riuscirà a ripetere l'anno dopo contro Foreman).
Tra i due match con Young, Lyle combatté contro Muhammad Ali l'unica sua chance in carriera di conquistare il titolo mondiale (WBA-WBC). Dopo dieci riprese Lyle era in vantaggio nel cartellino di due giudici, mentre il terzo esprimeva un pari. All'inizio dell'11º round, Lyle fu colpito d'incontro da un sinistro di Ali, doppiato da un destro al mento. Poi colpì Lyle sulla punta della mascella con un destro che mandò lo sfidante a infilarsi tra le corde. Quindi continuò a colpirlo lungo le corde, attraverso il ring e in un angolo neutro. Ali si rivolse allora all'arbitro facendogli cenno di fermare il combattimento. Al suo rifiuto il Campione del Mondo riprese a colpire Lyle con un fulmineo sinistro-destro-sinistro alla testa per poi fare un passo indietro e salutare l'arbitro che stavolta, saggiamente, decise di interrompere il match decretando il knock-out tecnico in favore di Ali.
Seguì poi un altro incontro altamente spettacolare contro un altro picchiatore eccezionale, Earnie Shavers. Questi mandò Lyle al tappeto al secondo round ma il pugile dell'Ohio riuscì a capovolgere il match in suo favore per vincere per KO al sesto round.
Il match perso da Lyle contro George Foreman il 24 gennaio 1976, il primo da questi disputato dopo la grave crisi depressiva seguita alla sconfitta contro Ali a Kinshasa, è passato alla storia. Lyle fu il primo e unico pugile disposto a misurarsi con Foreman sul terreno a questo più congeniale, quello della potenza. Fino a quel momento Foreman aveva incontrato avversari che, intimoriti dalla sua potenza, avevano cercato di contrastarlo opponendogli altre qualità (tecnica, esperienza, velocità, maggiore mobilità, ecc.) e comunque affrontandolo sempre con grande cautela. Ne risultò un match tanto violento e spettacolare da sembrare quasi una finzione cinematografica. Foreman terminò la prima ripresa barcollando, dopo essere stato colpito da un diretto destro. Nelle due riprese successive i due contendenti continuarono a scambiarsi colpi violentissimi, tanto che arrivarono entrambi stremati alla fine del terzo round. Nella quarta ripresa una combinazione di Lyle mandò Foreman al tappeto. Foreman riuscì a rialzarsi e venne nuovamente investito da una serie di pugni al volto ma, proprio mentre sembrava sul punto di crollare di nuovo, centrò Lyle con un diretto destro mandandolo a terra. Anche Lyle riuscì a rimettersi in piedi e a trovare le forze per un'altra serie di colpi violentissimi che abbatterono Foreman per la seconda volta. Foreman si rialzò di nuovo e riuscì a terminare la ripresa. Nel quinto round i due, abbandonata ogni cautela difensiva ed ormai esausti, continuarono a colpirsi con violenza fin quando Foreman chiuse l'avversario all'angolo e portò una successione di colpi al volto di Lyle che crollò per il definitivo KO. All'incontro fu assegnato il titolo di Match dell'anno.
Dopo il secondo incontro perso con Young, Lyle batté il britannico Joe Bugner a Las Vegas con verdetto contrastato ai punti. Affrontò poi avversarsi di levatura e prestigio minori rispetto al passato, subendo anche una sconfitta per ko tecnico contro Lynn Ball, un pugile mediocre la cui unica vittoria di rilievo in carriera fu proprio contro di Lyle.
Combatté sino al 1980, quando si ritirò dopo la sconfitta alla prima ripresa rimediata contro l'astro nascente Gerry Cooney, da cui fu buttato fuori dal ring.

### Il primo ritiro
Intrapresa l'attività di guardia giurata nella città di Las Vegas, fu nuovamente implicato in un misterioso caso di omicidio. Lyle, dentro il proprio appartamento, sparò ed uccise un uomo, risultato poi essere un ex detenuto con cui aveva condiviso il carcere al Colorado State Penitentiary. Dichiaratosi innocente e di aver agito per legittima difesa, fu in seguito scagionato.

### Fugace ritorno
Dopo tale evento tentò di nuovo la via del ring: tornò a combattere nel 1995 alla veneranda età (sportivamente parlando) di 54 anni. Tra aprile e agosto 1995 affrontò ben 4 incontri e, sebbene si trattasse di avversari poco quotati, li vinse tutti e sempre prima del limite. A quel punto cercò di organizzare una storica rivincita contro Foreman, ma l'età dei due (54 Lyle, 48 Foreman) non permise il match, e così Lyle chiuse definitivamente con la boxe.
In tutto, la sua carriera professionistica conta 51 incontri, 43 vinti (31 per ko), 7 persi e 1 pareggiato.

### Dopo il ritiro
Negli ultimi tempi svolse l'attività di allenatore pugilistico nella palestra Red Shield, nella città di Denver. Tra i pugili da lui scoperti e instradati verso la "nobile arte" figura lo statunitense Victor Ortiz, che fu campione del mondo dei pesi welter.
È scomparso a Denver nel 2011 all'età di 70 anni a seguito di una malattia allo stomaco.

## Caratteristiche tecniche
Stilisticamente Lyle era un picchiatore, molto potente e temuto, oltre che molto coraggioso. Affrontava gli avversari nel corpo a corpo ravvicinato senza paura e curandosi poco della difesa, cercando di scatenare su di loro tutta la sua potenza. Queste sue caratteristiche hanno spesso dato vita a incontri spettacolari e violenti, rimasti pietre miliari della boxe di quegli anni, ma al contempo lo hanno reso però vulnerabile a subire sconfitte contro avversari più resistenti o più agili. 
Nel 1998 la rivista The Ring lo ha collocato al 40º posto in una propria classifica dei migliori pesi massimi della storia del pugilato.